# Smilja
Smilja je žensko osebno ime.

## Izvor imena
Ime Smilja je različica ženskega osebnega imena Smiljana.

## Pogostost imena
Po podatkih Statističnega urada Republike Slovenije je bilo na dan 31. decembra 2007 v Sloveniji število ženskih oseb z imenom Smilja: 190.

## Osebni praznik
Osebe z imenom Smilja lahko godujejo takrat kot osebe z imenom Smiljana.